# Wallace Reid
Wallace Reid (15 april 1891 - 18 januari 1923) was een Amerikaans acteur.

## Levensloop en carrière
Reid werd geboren als William Wallace Halleck Reid als zoon van het acteurskoppel Hal Reid (1862-1920) en Bertha Westbrook (1868-1939). In 1910 verscheen hij in zijn eerste film The Phoenix. Reid speelde in de jaren '10 in de grootste films van dat tijdperk zoals The Birth of a Nation en Intolerance. In 1919, tijdens het filmen van The Valley of the Giants werd hij gewond. Hij kreeg morfine toegediend tegen de pijn. Op die manier kon hij de film gewoon afwerken. Hoewel Reid in het begin van de jaren '20 nog veel films maakte, met onder meer Gloria Swanson, Lillian Gish en Geraldine Farrar, raakte hij steeds meer verslaafd aan morfine en takelde hij fysiek af. In 1923 overleed Reid aan zijn verslaving op 31-jarige leeftijd.
Reid huwde in 1913 met actrice Dorothy Davenport. Ze hadden samen 1 zoon, Wallace Reid jr. (1917-1990). Reed's urne staat op Forest Lawn Memorial Park (Glendale).

## Beknopte Filmografie
- The Birth of a Nation, 1915
- Intolerance, 1916
- Joan the Woman, 1916
- The Devil-Stone, 1917
- The Valley of the Giants, 1919
- Double Speed, 1920
- Excuse My Dust, 1920
- Sick Abed, 1920
- What's Your Hurry?, 1920
- The Affairs of Anatol, 1921
- Don't Tell Everything, 1921